# Kâmpóng Spœ
Kâmpóng Spœ (khm. ក្រុងច្បារមន) – miasto w Kambodży; stolica prowincji Kâmpóng Spœ; według danych szacunkowych na rok 2012 liczy 57 626 mieszkańców.